# منسى يوحنا
القس منسى يوحنا ولد سنة 1899 ميلادياً بقرية هور مركز ملوى محافظة المنيا الكائنة بمصر. من أبوين مسيحيين، وقد توفي أبوه وهو لا يزال طفلا، فعنيت أمه هي وجده. وتشرب من أمه السجايا (الصفات) الحميدة.
كان حبه للكنيسة الأرثوذكسية شديدًا، وبلغت شدة تعلقه بها أنه ألم بالكثير مما يتلى فيها وهو طالب بالمدرسة الابتدائية، ولم يكن قد تجاوز الثانية عشرة من العمر. ثم دفعته غيرته على تقدم الكنيسة ونمائها على أن يكرس حياته لخدمتها فالتحق بالمدرسة الإكليريكية وهو في السادسة عشرة من عمره بعد تردد مديرها في قبوله لصغر سنه وللزعم بأنه وهو في هذه السن لا يقوى على تحمل أعباء الدراسة بها. 
ولكن ما أن مرت بضعة شهور على التحاقه بالمدرسة المذكورة حتى أصبح موضع إعجاب مديرها وأساتذتها لما أظهره من النبوغ الفائق واستمر كل سنى الدراسة فيها متفوقاً على أقرانه مضرب المثل بينهم في نبل الأخلاق وعلو الهمة وقوة الإرادة وشدة العزيمة وأصالة الرأى. لم يكن يكتفى بما يتلقاه في المدرسة من الدروس المقررة بل كان يحصل على كل مفيد من الكتب الكنسية ومن مؤلفات العلماء اللاهوتيين والمؤرخين ويدرسها بعناية تامة فاتسعت بذلك مداركه وكثرت معلوماته وعظمت ثقافته.
وما أن تخرج من المدرسة الإكليريكية، عُين واعظاً للكنيسة القبطية، الموجودة بملوى، مسقط رأسه. فقوبل فيها في بادئ الأمر مقابلة عادية. ولكن سرعان ما التمس فيه شعبها واعظاً تقياً قديراً ومعلماً فاضلاً حكيماً ومرشداً صالحاً أميناً. أحبه الكثيرون. 
مطران المنيا السابق قرر نقله من كنيستهم إلى كنيسة سمالوط كواعظ فثارت عند ذلك ثائرتهم وقاموا قومة رجل واحد معترضين على نقله وقد ألفوا من بينهم وفداً قابل المطران فهدأ خواطرهم بنفيه إشاعة نقله نفياً باتاً وأبلغهم أن واعظهم عندما زار كنيسة سمالوط تلبية لدعوة أعضائها تعلق به أهلها وأخذوا يمهدون السبيل لتعيينه في كنيستهم ولكن المطران لم يولفقهم على ذلك لما يعلمه من شدة محبة شعب مركز ملوى له ودرجة تمسكهم بوجوده بينهم.
هذا الرجل كان يهتم بشعب. حتى أن إثنين من المطارنة عرضا عليه الخدمة معهما مقابل مرتب كبير مغرى. ولكنه بالرغم من هذا الإغراء فضّل البقاء بكنيسة ملوى، الكنيسة التي طالما رسم كاهناً عليها. نظراً لما وجده في أهلها من المحبة والإخلاص والوفاء غير ناظر إلى الماديات الفانية لأنه لم يكن يريد سوى خدمة الكنيسة والعمل على تقدمها.

## من مؤلفاته
- طريق السماء [7]
- يسوع المصلوب
- قارورة طيب كثيرة الثمن
- كمال البرهان لأثناسيوس الرسولى
- شمس البر
- القول الأنفس [8]

تاريخ الكنيسة القبطية

- الدليل الصحيح على تأثير دين المسيح.[9]
- حياة آدم [10]
- حل مشاكل الكتاب المقدس [11]
- النور الباهر في الدليل إلى الكتاب الطاهر.[12]
- تاريخ الكنيسة القبطية الأرثوذكسية [13]
- تاريخ انتصار المسيحية
- تاريخ يوحنا ذهبي الفم.